# V370 Близнецов
V370 Близнецов (лат. V370 Geminorum) — одиночная переменная звезда в созвездии Близнецов на расстоянии (вычисленном из значения параллакса) приблизительно 4 077 световых лет (около 1 250 парсек) от Солнца. Видимая звёздная величина звезды — от +12,6m до +12,2m.

## Характеристики
V370 Близнецов — красная пульсирующая медленная неправильная переменная звезда (LB) спектрального класса M. Эффективная температура — около 3286 К.